# 高仲源
高仲源（1935年8月15日—），中華民國空軍中將、政治人物，山東省昌榮縣人，為中華民國國軍留美將領之一，駐外武官出身，畢業於空軍官校37、美國空軍儀器飛行學校教官班，現任中華民國退伍軍人協會理事長，曾任中國國民黨藉立法委員、榮民榮眷基金會董事長、退輔會副主委、聯勤副總司令、空軍政戰主任、空軍439聯隊長、駐南非武官。

## 生平
曾任國防部駐南非共和國武官、空軍第439聯隊聯隊長、空軍總部政戰主任、聯勤副總司令、行政院國軍退除役官兵輔導委員會主任秘書、行政院國軍退除役官兵輔導委員會常務副主任委員、榮民榮眷基金會董事長等職務。高仲源雖未於2001年中華民國立法委員選舉當選，然因中國國民黨當選人陳建年於就職前即獲任命為張俊雄內閣的原住民族委員會主任委員並放棄黨籍，故高於就職日前即遞補當選為第五屆立法委員。

## 外部連結
- 立法院 （页面存档备份，存于）